# Daphne gnidium
Daphne gnidium é uma espécie de planta com flor pertencente à família Thymelaeaceae. 
A autoridade científica da espécie é L., tendo sido publicada em Species Plantarum 1: 357–358. 1753.
Os seus nomes comuns são erva-de-joão-pires, gorreiro, lauréola-macha, mezereão-menor, trovisco, trovisco-fêmea ou trovisqueira.

## Portugal
Trata-se de uma espécie presente no território português, nomeadamente em Portugal Continental.
Em termos de naturalidade é nativa da região atrás indicada.

## Protecção
Não se encontra protegida por legislação portuguesa ou da Comunidade Europeia.